# Eriocaulon kainantense
Eriocaulon kainantense är en gräsväxtart som beskrevs av Genkei Masamune. Eriocaulon kainantense ingår i släktet Eriocaulon och familjen Eriocaulaceae.
Artens utbredningsområde är Hainan (Kina). Inga underarter finns listade i Catalogue of Life.